# Ingrid Vikman
Ingrid Vikman (* 2. Januar 1985 in Borås) ist eine ehemalige schwedische Skilangläuferin.

## Werdegang
Vikman, die für den IK Jarl SK startete, lief international erstmals beim Europäischen Olympischen Winter-Jugendfestival 2001 in Vuokatti. Dort belegte sie den 21. Platz über 10 km Freistil, und den zehnten Rang über 5 km klassisch. Beim Europäischen Olympischen Winter-Jugendfestival 2003 in Pokljuka wurde sie Zehnte über 5 km klassisch und Neunte über 7,5 km Freistil. Ihr Debüt im Skilanglauf-Weltcup hatte sie März 2003 in Falun, das sie auf dem 11. Platz mit der Staffel beendete. Ihre Resultate bei den Junioren-Skiweltmeisterschaften 2004 in Stryn waren der sechste Platz mit der Staffel, der vierte Rang im Sprint, der achte Platz im Massenstartrennen über 15 Kilometer und der 34. Rang über fünf Kilometer in der freien Technik. Bei den Junioren-Skiweltmeisterschaften 2005 in Rovaniemi errang sie den siebten Platz im Sprint. Ihr erstes Rennen in Scandinavian-Cup absolvierte sie im Februar 2005 in Sundsvall, welches sie vorzeitig beendete. Im folgenden Jahr kam sie bei den U23-Weltmeisterschaften in Kranj auf den 29. Platz im Skiathlon, auf den 22. Rang im Sprint und auf den 20. Platz über 10 km klassisch. Im Januar 2009 holte sie in Otepää mit dem 26. Platz im Sprint ihre ersten und einzigen Weltcuppunkte. In der Saison 2009/10 erreichte sie in Jõulumäe mit dem zweiten Platz im Sprint und im 10-km-Handicaprennen ihre einzigen Podestplatzierungen im Scandinavian-Cup und belegte damit den 12. Platz in der Gesamtwertung. Ihr letztes Weltcuprennen lief sie im November 2010 in Gällivare, welches sie auf dem 18. Platz mit der Staffel beendete. Anschließend startete sie nur noch bei unterklassigen Rennen, bevor sie 2016 ihre Karriere beendete.